# Jean-Claude Brialy
Jean-Claude Brialy (Sour El Ghozlane (Aumale), 30 maart 1933 - Monthyon, 30 mei 2007) was een Frans acteur, filmregisseur, scenarist en schrijver. Hij was een van de fetisjacteurs van de Nouvelle Vague op wie befaamde cineasten als Louis Malle, Claude Chabrol, François Truffaut en Éric Rohmer graag een beroep deden. Zijn filmcarrière van meer dan honderdvijftig producties overspant vijftig jaar.

## Leven en werk

### Kindertijd en adolescentie
Jean-Claude Brialy werd geboren in Aumale, een stad in Algerije. Zijn vader was een hoge legerofficier die daar op het ogenblik van zijn geboorte was gekazerneerd. In Algerije werd zijn vader verscheidene keren overgeplaatst. In 1943 kwam de familie terecht in Frankrijk, eerst in Marseille en daarna in Angers. Hij en zijn broer Jacques kregen een zeer strenge opvoeding. Hij voelde zich enkel gelukkig als hij zijn vakanties mocht doorbrengen bij zijn grootouders die dicht bij Angers woonden en als hij zijn fantasie de vrije loop kon geven. Zijn vader werd echter opnieuw overgeplaatst, naar Duitsland. Daarna vestigde de familie zich uiteindelijk in Straatsburg. Ondertussen was Brialy bezeten geraakt door de wereld van het spektakel en door de film. Daarom haalde hij slechts na veel moeite zijn 'baccalauréat'. Hij volgde toneellessen wat niet naar de zin was van zijn vader die droomde van een militaire carrière voor zijn zoon. Hij kreeg de eerste prijs voor toneel aan het conservatorium en hij werd als acteur geëngageerd aan het 'centre d’art dramatique de l’Est'. Tijdens zijn legerdienst werkte hij op de afdeling programmatie van de filmdienst. Dit liet hem toe verder de wereld van de film te verkennen.

### Beginjaren in de filmwereld
Eind 1954 trok hij naar Parijs waar hij leefde van allerlei klusjes vermits zijn ouders weigerden hem geld toe te stoppen. Hij kwam er in contact met de redactieleden van Cahiers du cinéma. Zo kreeg hij de kans te spelen in de korte film Le Coup du berger van Jacques Rivette. Hij deed regie-ervaring op bij Jean Renoir als stagiair regieassistent voor French Cancan. Hij bemachtigde rollen in enkele andere korte films van onder meer Godard, Truffaut en Rohmer, allen toekomstige voormannen van de opkomende Nouvelle Vague, en in langspeelfilms zoals Un amour de poche (Pierre Kast, 1957) en Le Triporteur (Jack Pinoteau, 1957). Zijn vertolkingen in de komedie L'Ami de la famille (Jack Pinoteau, 1957) en in het drama Christine (Pierre Gaspard-Huit, 1958) waren zijn eerste belangrijke rollen in films die ook uitgroeiden tot een commercieel succes. Het waren echter vooral Le Beau Serge en Les Cousins (Claude Chabrol, 1958) die hem (en de Nouvelle Vague) bekend maakten.

### Vruchtbare carrière
Zijn naambekendheid werd zo groot dat hij tussen 1957 en 1987, zijn topperiode, in ongeveer honderddertig films speelde. In de eerste plaats bleef hij samenwerken met de Nouvelle Vaguecineasten: met Chabrol in de tragikomedie Les Godelureaux (1961) en in de misdaadfilm Inspecteur Lavardin (1985), met Godard in de komedie Une femme est une femme (1961),  met Truffaut in het drama La mariée était en noir (1968), met Rohmer in de zedenstudie Le Genou de Claire (1970) of met Agnès Varda in de tragikomedie Cléo de 5 à 7 (1962).
Hij was daarnaast te zien in verscheidene films van meer lichtvoetige regisseurs als Edouard Molinaro, Roger Vadim, Philippe de Broca en Claude Lelouch. Bij André Téchiné en Claude Miller bewees hij dan weer meermaals dat hij niet enkel in staat was elegante en leuke rollen te vertolken maar dat hij ook serieuze en duistere rollen aankon. Zo verwachtte het publiek hem bijvoorbeeld niet meteen als de ernstige procureur in het historisch drama Le Juge et l'Assassin (Bertrand Tavernier, 1976) maar zijn prestatie leverde hem wel een Césarnominatie op. Hetzelfde gold voor zijn vertolking van de alcoholverslaafde en biseksuele dirigent die het niet meer ziet zitten in het drama Les Innocents (1987) van Téchiné. Voor die prestatie werd Brialy wel beloond met een César. Van meet af aan werd hij ook gevraagd door  buitenlandse cineasten (voornamelijk Italianen, onder meer Mauro Bolognini en Alberto Lattuada). Later deden ook Luis Buñuel, Ettore Scola, Costa-Gavras en Roberto Benigni een beroep op hem.
In de jaren negentig kreeg hij het wat moeilijker om geschikte rollen te vinden. Zijn geraffineerde acteerstijl kwam het best tot zijn recht in de historische films La reine Margot (Patrice Chéreau, 1994) en Beaumarchais, l'insolent (Edouard Molinaro, 1995). Vermeldenswaardig in de jaren 2000 was vooral zijn rol in de komedie C'est le bouquet! (Jeanne Labrune, 2001).

### Filmregisseur
In 1972 debuteerde Brialy als filmregisseur met Églantine, een nostalgische tragikomedie waarin hij zijn gelukkige kindertijd tijdens de vakanties bij zijn grootouders opriep. De rol van de grootmoeder ging naar de bejaarde Valentine Tessier. De film werd onder meer bekroond met de Zilveren Schelp voor beste regisseur op het Internationaal filmfestival van San Sebastian in 1972. Zijn scenario werd bekroond met de eerste Prijs Jean-Le-Duc. Brialy schreef trouwens het scenario van al zijn films. In 1973 volgde de tragikomedie Les Volets clos waarin de twee vrouwelijke hoofdrollen opnieuw werden vertolkt door actrices (Marie Bell en Lucienne Bogaert) die schitterden tijdens het interbellum. Datzelfde jaar speelde Brialy zelf de titelrol van de door iedereen gegeerde huisknecht in L’Oiseau rare. In 1974 volgde de tragikomedie Un amour de pluie waarin hij naast Romy Schneider te zien was. Zijn carrière van filmregisseur voor het grote scherm rondde hij in 1983 af met Un bon petit diable, de verfilming van een jeugdroman van Sophie Rostopchine, beter bekend als la 'comtesse de Ségur'.

### Televisie-, toneel- en radioactiviteiten
Brialy was een harde werker. Zo strekte zijn televisiewerk als acteur en regisseur zich uit over nagenoeg vijftig jaar. Hij was ook zeer actief in het theater, niet alleen als acteur en regisseur maar ook als directeur van onder anderen de Parijse toneelzalen Hébertot (1977) en Bouffes-Parisiens (1986-2007). Grote namen die hij vertolkte of regisseerde waren Sacha Guitry (in de eerste plaats), Georges Feydeau en Jean Anouilh. Zijn laatste regie was Les parents terribles van Jean Cocteau. In dit stuk was hij als acteur trouwens voor het allereerst op de televisie (1960) te zien. Het was ook met een televisiefilm naar dit stuk dat hij zijn carrière als regisseur voor de televisie afsloot. Daarnaast was hij lange tijd artistiek directeur van het (toneel)festival van Anjou (1985-2001) en was hij de stichter van het (toneel)festival van Ramatuelle (1985). Hij was eveneens regelmatig op de radio te horen, bijvoorbeeld in uitzendingen gewijd aan filmsterren of in het bekende dagelijkse cultureel-humoristische programma 'Les Grosses Têtes' waar hij een week voor zijn overlijden nog te gast was.

### Schrijver
In 2000 publiceerde hij zijn autobiografie Le Ruisseau des singes, een titel die duidelijk een toespeling maakte op wat zijn strenge vader dacht van het beroep van acteur, namelijk 'de aap uithangen'. In dat eerste autobiografisch geschrift riep hij zijn kindertijd in onder meer Algerije op en zijn ontmoetingen met heel wat figuren uit de Franse filmwereld. Hij deed er ook zijn coming-out en kwam openlijk voor zijn homoseksuele geaardheid uit. In 2004 verscheen het tweede deel J’ai oublié de vous dire. Beide boeken kenden heel wat succes. In 2006 kwam, naar aanleiding van een rondreis in zijn geboorteland, Mon Algérie op de markt. Hij sprokkelde eveneens twee anthologieën bijeen: Les Pensées les plus drôles des acteurs (2006) en Les Répliques les plus drôles du théâtre de boulevard (2007).

### Chroniqueur van 'le Tout-Paris'
De innemende Brialy was de vriend van heel wat collega's uit de filmwereld en van talrijke kunstenaars. Hij was een algemeen erkend en heel populair figuur. In Parijs was hij de eigenaar van een door de beau monde uit binnen- en buitenland gefrequenteerd nachtrestaurant. Hij woonde in Parijs ook heel trouw de begrafenisplechtigheden bij van heel wat beroemdheden. Dit leverde hem de bijnaam 'la Mère Lachaise' op.

### Overlijden
In 2007 overleed Jean-Claude Brialy  in Monthyon  op 74-jarige leeftijd aan kanker. Hij ligt begraven op het cimetière de Montmartre.

## Filmografie

### Acteur (ruime selectie van lange speelfilms en korte films)
- 1956: Les Mauvaises Rencontres (Alexandre Astruc)
- 1956: Notre-Dame de Paris (Jean Delannoy)
- 1956: Le Coup du berger (Jacques Rivette) (korte film)
- 1956: La Sonate à Kreutzer (Éric Rohmer) (korte film)
- 1956: Tous les garçons s'appellent Patrick (Jean-Luc Godard) (korte film)
- 1956: Les Surmenés (Jacques Doniol-Valcroze) (korte film)
- 1957: Une histoire d'eau (Jean-Luc Godard en François Truffaut) (korte film)
- 1957: L'Ami de la famille (Jack Pinoteau)
- 1957: Tous peuvent me tuer (Henri Decoin)
- 1957: Méfiez-vous fillettes (Yves Allégret)
- 1957: Un amour de poche (Pierre Kast)
- 1957: Le Triporteur (Jack Pinoteau)
- 1957: Ascenseur pour l'échafaud (Louis Malle)
- 1958: L'École des cocottes (Jacqueline Audry)
- 1958: Christine (Pierre Gaspard-Huit)
- 1958: Paris nous appartient (Jacques Rivette)
- 1958: Les Amants (Louis Malle)
- 1958: Le Beau Serge (Claude Chabrol)
- 1959: La notte brava (Mauro Bolognini)
- 1959: Les Cousins (Claude Chabrol)
- 1959: Les Quatre Cents Coups (François Truffaut)
- 1959: Le Chemin des écoliers (Michel Boisrond)
- 1959: Les Yeux de l'amour (Denys de La Patellière)
- 1960: Le Bel Âge (Pierre Kast)
- 1960: Le Gigolo (Jacques Deray)
- 1961: Les Godelureaux (Claude Chabrol)
- 1961: Les lions sont lâchés (Henri Verneuil)
- 1961: Une femme est une femme (Jean-Luc Godard)
- 1961: Les Petits Matins (Jacqueline Audry)
- 1962: L'Éducation sentimentale (Alexandre Astruc)
- 1962: Les Sept Péchés capitaux (sketchenfilm, episode L'Avarice van Claude Chabrol)
- 1962: Arsène Lupin contre Arsène Lupin (Edouard Molinaro)
- 1962: Le Diable et les Dix Commandements (Julien Duvivier) (sketchenfilm, episode Tu ne déroberas point)
- 1962: La Chambre ardente (Julien Duvivier)
- 1962: Cléo de 5 à 7 (Agnès Varda)
- 1962: Tire-au-flanc 62 (Claude de Givray en François Truffaut)
- 1963: Le Glaive et la Balance (André Cayatte)
- 1964: La Ronde (Roger Vadim)
- 1964: Un monsieur de compagnie (Philippe de Broca)
- 1964: La Chasse à l’homme (Edouard Molinaro)
- 1964: Château en Suède (Roger Vadim)
- 1964: La Bonne Occase (Michel Drach)
- 1965: La Mandragola (Alberto Lattuada)
- 1965: Io la conoscevo bene (Antonio Pietrangeli)
- 1966: Le Roi de cœur (Philippe de Broca)
- 1966: Un homme de trop (Costa-Gavras)
- 1967: Le Plus Vieux Métier du monde (sketchenfilm, episode Mademoiselle Mimi van Philippe de Broca)
- 1967: Lamiel (Jean Aurel)
- 1968: La mariée était en noir (François Truffaut)
- 1968: Caroline chérie (Denys de La Patellière)
- 1968: Manon 70 (Jean Aurel)
- 1969: Le Bal du comte d’Orgel (Marc Allégret)
- 1970: Le Genou de Claire (Éric Rohmer)
- 1971: Une saison en enfer (Nelo Risi)
- 1972: Un meurtre est un meurtre (Étienne Périer)
- 1973: Un amour de pluie (Jean-Claude Brialy)
- 1973: L'Oiseau rare (Jean-Claude Brialy)
- 1974: Le Fantôme de la liberté (Luis Buñuel)
- 1975: Catherine et Compagnie (Michel Boisrond)
- 1976: Le Juge et l'Assassin (Bertrand Tavernier)
- 1976: Les Œufs brouillés (Joël Santoni)
- 1976: L’Année sainte (Jean Girault)
- 1976: Barocco (André Téchiné)
- 1977: Le Point de mire (Jean-Claude Tramont)
- 1977: Julie pot de colle (Philippe de Broca)
- 1977: L'Imprécateur (Jean-Louis Bertuccelli)
- 1977: Doppio delitto (Steno)
- 1978: Robert et Robert (Claude Lelouch)
- 1978: La Chanson de Roland (Frank Cassenti)
- 1979: Le Maître-nageur (Jean-Louis Trintignant)
- 1980: La Banquière (Francis Girod)
- 1981: Les Uns et les Autres (Claude Lelouch)
- 1982: La Nuit de Varennes (Ettore Scola)
- 1982: Édith et Marcel (Claude Lelouch)
- 1982: Mortelle randonnée (Claude Miller)
- 1983: La Crime (Philippe Labro)
- 1983: Cap Canaille (Juliet Berto en Jean-Henri Roger)
- 1983: Sarah (Maurice Dugowson)
- 1983: Stella (Laurent Heynemann)
- 1983: Papy fait de la résistance (Jean-Marie Poiré)
- 1984: Pinot simple flic (Gérard Jugnot)
- 1985: Le Mariage du siècle (Philippe Galland)
- 1985: Le Quatrième Pouvoir (Serge Leroy)
- 1985: L’Effrontée (Claude Miller)
- 1985: Inspecteur Lavardin (Claude Chabrol)
- 1987: Lévy et Goliath (Gérard Oury)
- 1987: Un homme et une femme : Vingt ans déjà (Claude Lelouch)
- 1987: Maladie d'amour (Jacques Deray)
- 1987: Les Innocents (André Téchiné)
- 1989: Ripoux contre ripoux (Claude Zidi)
- 1990: S’en fout la mort (Claire Denis)
- 1990: Faux et usage de faux (Laurent Heynemann)
- 1994: La reine Margot (Patrice Chéreau)
- 1994: Il mostro (Roberto Benigni en Michel Filippi)
- 1994: Une femme française (Régis Wargnier)
- 1995: Les Cent et Une Nuits de Simon Cinéma (Agnès Varda)
- 1995: Beaumarchais, l'insolent (Edouard Molinaro)
- 1995: Les Caprices d’un fleuve (Bernard Giraudeau)
- 1996: Portraits chinois (Martine Dugowson)
- 1998: Kennedy et moi (Sam Karmann)
- 1999: Les Acteurs (Bertrand Blier)
- 2000: In extremis (Étienne Faure)
- 2001: Concorrenza sleale (Ettore Scola)
- 2001: C'est le bouquet! (Jeanne Labrune)
- 2004: People (Fabien Onteniente)
- 2004: Quoi? L'Éternité (Étienne Faure) (documentaire)
- 2004: Quartier VIP (Laurent Firode)
- 2007: Vous êtes de la police? (Romuald Beugnon)

### Regisseur van lange speelfilms
- 1955: French Cancan de Jean Renoir (stagiair regieassistent)
- 1972: Églantine
- 1973: Les Volets clos
- 1973: L'Oiseau rare
- 1974: Un amour de pluie
- 1983: Un bon petit diable

## Prijzen en nominatie

### Prijzen
- 1972: Prijs Jean-Le-Duc (scenario)
- 1988: Les Innocents : César voor beste acteur in een bijrol

### Nominatie
- 1977: Le Juge et l'Assassin : César voor beste acteur in een bijrol